# Jo Andres
Jo Andres (21. května 1954
Wichita – 6. ledna 2019 Park Slope) byla americká choreografka a režisérka. V roce 1987 se provdala za herce Stevea Buscemiho, s nímž zůstala až do své smrti. V roce 1990 se jim narodil syn Lucian. V roce 1996 natočila film Black Kites, který byl vysílán na stanici PBS a také na několika zahraničních filmových festivalech. Byla také konzultantkou divadelní společnosti The Wooster Group. Zemřela na enkapsulující peritoneální sklerózu ve věku 64 let.